# V8 Supercar 2004
V8 Supercar 2004 kördes över 13 omgångar, varav två endurancerace. Marcos Ambrose vann titeln.

## Omgångsvinnare
| Bana             | Vinnare            | Märke  | Tvåa            | Märke  | Trea            | Märke  |
| ---------------- | ------------------ | ------ | --------------- | ------ | --------------- | ------ |
| Adelaide         | Marcos Ambrose     | Ford   | Steven Richards | Holden | Paul Weel       | Holden |
| Eastern Creek    | Rick Kelly         | Holden | Craig Lowndes   | Ford   | Garth Tander    | Holden |
| Pukekohe         | Jason Bright       | Holden | Marcos Ambrose  | Ford   | Greg Murphy     | Holden |
| Hidden Valley    | Todd Kelly         | Holden | Steven Richards | Holden | Russell Ingall  | Ford   |
| Barbagallo       | Jason Bright       | Holden | Rick Kelly      | Holden | Marcos Ambrose  | Ford   |
| Ipswich          | Marcos Ambrose     | Ford   | Steven Richards | Holden | Garth Tander    | Holden |
| Winton           | Cameron McConville | Holden | Rick Kelly      | Holden | Jason Bright    | Holden |
| Oran Park        | Marcos Ambrose     | Ford   | Mark Skaife     | Holden | Russell Ingall  | Ford   |
| Surfers Paradise | Greg Murphy        | Holden | Jason Bargwanna | Ford   | Marcos Ambrose  | Ford   |
| Symmons Plains   | Russell Ingall     | Ford   | Greg Murphy     | Holden | Steven Richards | Holden |
| Phillip Island   | Marcos Ambrose     | Ford   | Paul Radisich   | Ford   | Russell Ingall  | Ford   |

## Endurancerace
| Bana          | Vinnare                    | Märke  | Tvåor                          | Märke | Treor                      | Märke |
| ------------- | -------------------------- | ------ | ------------------------------ | ----- | -------------------------- | ----- |
| Sandown 500   | Marcos Ambrose Greg Ritter | Ford   | Russell Ingall Cameron MacLean | Ford  | Steven Johnson Warren Luff | Ford  |
| Bathurst 1000 | Greg Murphy Rick Kelly     | Holden | Glenn Seton Craig Lowndes      | Ford  | Brad Jones John Bowe       | Ford  |

## Slutställning
| Plats | Förare          | Märke  | Poäng |
| ----- | --------------- | ------ | ----- |
| 1     | Marcos Ambrose  | Ford   | 2174  |
| 2     | Russell Ingall  | Ford   | 1936  |
| 3     | Jason Bright    | Holden | 1920  |
| 4     | Greg Murphy     | Holden | 1913  |
| 5     | Steven Richards | Holden | 1819  |
| 6     | Rick Kelly      | Holden | 1793  |
| 7     | Todd Kelly      | Holden | 1623  |
| 8     | Jason Bargwanna | Ford   | 1526  |
| 9     | John Bowe       | Ford   | 1502  |
| 10    | Steven Johnson  | Ford   | 1416  |
| 11    | Garth Tander    | Holden | 1396  |
| 12    | Mark Skaife     | Holden | 1294  |